# Tremont (Òlt i Garona)
Tremont · , o més aviat Tremonts segons la història lingüística, en francès Trémons, és un municipi francès, situat al departament d'Òlt i Garona i a la regió de la Nova Aquitània.

## Demografia
| 1962                                       | 1968 | 1975 | 1982 | 1990 | 1999 | 2007 | 2013 |
| ------------------------------------------ | ---- | ---- | ---- | ---- | ---- | ---- | ---- |
| 280                                        | 291  | 244  | 256  | 339  | 340  | 362  | 387  |
| Des de 1962: població sense dobles comptes |      |      |      |      |      |      |      |

## Administració
| Període | Identitat             | Partit |
| ------- | --------------------- | ------ |
| -1995   | Jean-Claude Goutouly  | PS     |
| 1995-   | Marie-Thérèse Pouchou | PS     |